# (3857) Cellino
(3857) Cellino est un astéroïde de la ceinture principale.

## Description
(3857) Cellino est un astéroïde de la ceinture principale. Il fut découvert le 8 février 1984 à la station Anderson Mesa par Edward L. G. Bowell. Il présente une orbite caractérisée par un demi-grand axe de 2,39 UA, une excentricité de 0,16 et une inclinaison de 3,1° par rapport à l'écliptique.

## Compléments